# 鼻疽伯克霍尔德菌
鼻疽伯克霍尔德菌簡稱鼻疽菌，又稱鼻疽伯克氏菌，旧名鼻疽假單孢菌（Pseudomonas mallei），是一种革兰氏染色阴性需氧微弯棒状杆菌，伯克霍尔德菌属，无鞭毛，不能活动，无荚膜，不产生芽孢。
主要寄生于马和驴，是引起马鼻疽的病原菌。可通过接触、呼吸道和消化道传播至人而致病。鼻疽菌在人体造成的临床症状与类鼻疽相似，只有靠检体（血、痰、脓）培养才能确定诊断。